# Directeur de la CIA
Le directeur de la Central Intelligence Agency (en anglais : Director of the Central Intelligence Agency, abrégé en D/CIA) est un membre du cabinet des États-Unis, à la tête de l'une des principales agences fédérales de renseignement américaines, la Central Intelligence Agency, qui fait partie de la Communauté du renseignement des États-Unis.
Le directeur de la CIA agit sous le contrôle du directeur du renseignement national et est assisté du directeur adjoint de la CIA. Le poste peut aussi bien être accordé à un civil qu'à un militaire (un officier ou un général) des Forces armées des États-Unis. Il est nommé par le président des États-Unis avec la recommandation du directeur du renseignement national, et doit être validé par un vote majoritaire au Sénat des États-Unis.
John Ratcliffe est l'actuel directeur de la CIA, en fonction depuis le 23 janvier 2025.

## Histoire
Avant le 21 avril 2005, le directeur central du renseignement était responsable de la Communauté du renseignement et de la CIA. De plus, il occupait un rôle de conseiller du président des États-Unis et du Conseil de sécurité nationale sur des questions de renseignement. Le 21 avril 2005, le poste de directeur du renseignement national obtient les rôles de tête de la Communauté de renseignement et de conseiller principal du président et du Conseil de sécurité nationale en matière de renseignement.
Le poste de directeur central du renseignement avait été créé en 1946 par le président Harry S. Truman ; il est donc plus ancien que la CIA elle-même (créée par le National Security Act de 1947). Après la Seconde Guerre mondiale, l'Office of Strategic Services est démantelé. Ses fonctions sont ensuite réparties entre les départements de l'Intérieur et de la Guerre (aujourd'hui de la Défense). Truman remarque peu après que cette organisation n'était pas pleinement efficace, et crée en réponse le Central Intelligence Group, qui peut être considéré comme l'ancêtre du Conseil de sécurité nationale. L'année suivante, le National Security Act de 1947 crée la CIA et le Conseil de sécurité nationale, et décrit les missions du directeur central du renseignement. Ces missions ont été précisées et modifiées au fil des ans, des lois du Congrès et des ordres exécutifs.
En février 2017, le directeur de la CIA est élevé au rang du Cabinet des États-Unis, à la suite d'une décision de l'administration Trump. Cette décision est révoquée au début du mandat de Joe Biden, puis rétablie en juillet 2023.

## Ordre de succession
L'ordre de succession détermine quel membre du bureau doit prendre les fonctions du directeur de la CIA dans l'éventualité de son décès, de sa démission ou de son incapacité à exercer son poste. Le membre en question devient alors directeur par intérim.
Si le membre désigné par l'ordre de succession pour prendre ces fonctions exerce déjà un poste d'intérim, ou n'est pas éligible selon les critères du Federal Vacancies Reform Act de 1998, le membre suivant prend le poste. Toutefois, le président des États-Unis conserve un pouvoir discrétionnaire lui permettant d'évincer l'une ou l'autre personne de cette liste.
| No | Poste                                                        |
| -- | ------------------------------------------------------------ |
| 1  | Directeur adjoint                                            |
| 2  | Directeur de l'exploitation                                  |
| 3  | Directeur adjoint de la CIA aux opérations                   |
| 4  | Directeur adjoint de la CIA aux analyses                     |
| 5  | Directeur adjoint de la CIA à la science et aux technologies |
| 6  | Directeur adjoint de la CIA à l'innovation digitale          |
| 7  | Directeur adjoint de la CIA au soutien                       |
| 8  | Conseil juridique général                                    |
| 9  | Directeur adjoint aux opérations                             |
| 10 | Haut représentant de la CIA pour le Royaume-Uni              |
| 11 | Haut représentant de la CIA pour la côte est                 |
| 12 | Haut représentant de la CIA pour la côte ouest               |

## Liste des directeurs de la CIA
| No | Photo | Nom                         | Début du mandat                                       | Fin du mandat    | Présidence | Présidence                 |
| -- | ----- | --------------------------- | ----------------------------------------------------- | ---------------- | ---------- | -------------------------- |
| 1  |       | Porter Goss                 | 21 avril 2005                                         | 5 mai 2006       |            | George W. Bush (2001–2009) |
| 2  |       | Michael Hayden              | 30 mai 2006                                           | 12 février 2009  |            | George W. Bush (2001–2009) |
| 3  |       | Leon Panetta                | 13 février 2009                                       | 30 juin 2011     |            | Barack Obama (2009–2017)   |
| –  |       | Michael Morell Intérim      | 1er juillet 2011                                      | 6 septembre 2011 |            | Barack Obama (2009–2017)   |
| 4  |       | David Petraeus              | 6 septembre 2011                                      | 9 novembre 2012  |            | Barack Obama (2009–2017)   |
| –  |       | Michael Morell Intérim      | 9 novembre 2012                                       | 8 mars 2013      |            | Barack Obama (2009–2017)   |
| 5  |       | John Brennan                | 8 mars 2013                                           | 20 janvier 2017  |            | Barack Obama (2009–2017)   |
| –  |       | Meroe Park (en) Intérim     | 20 janvier 2017                                       | 23 janvier 2017  |            | Donald Trump (2017–2021)   |
| 6  |       | Mike Pompeo                 | 23 janvier 2017                                       | 26 avril 2018    |            | Donald Trump (2017–2021)   |
| 7  |       | Gina Haspel                 | 26 avril 2018 Intérim du 26 avril 2018 au 21 mai 2018 | 20 janvier 2021  |            | Donald Trump (2017–2021)   |
| –  |       | David S. Cohen (en) Intérim | 20 janvier 2021                                       | 19 mars 2021     |            | Joe Biden (2021–2025)      |
| 8  |       | William Joseph Burns        | 19 mars 2021                                          | 20 janvier 2025  |            | Joe Biden (2021–2025)      |
| –  |       | Tom Sylvester (en) Intérim  | 20 janvier 2025                                       | 23 janvier 2025  |            | Donald Trump (2025–)       |
| 9  |       | John Ratcliffe              | 23 janvier 2025                                       | En poste         |            | Donald Trump (2025–)       |